# Wayne Taylor
Wayne Taylor (ur. 15 lipca 1956 roku w Port Elizabeth) – południowoafrykański kierowca wyścigowy.

## Kariera
Taylor rozpoczął karierę w międzynarodowych wyścigach samochodowych w 1983 roku od startów w FIA World Endurance Championship, gdzie jednak nie zdobywał punktów. W późniejszych latach pojawiał się także w stawce Południowoafrykańskiej Formuły 2, Formuły 3000, World Sports-Prototype Championship, IMSA Camel GTP Championship, 24-godzinnego wyścigu Le Mans, Sportscar World Championship, IMSA Camel Lights, IMSA World Sports Car Championship, International Sports Racing Series, Grand American Rolex Series, American Le Mans Series, 24 Hours of Daytona, International Race of Champions oraz Grand-Am Rolex Sports Car Series.
W Formule 3000 Południowoafrykańczyk został zgłoszony do wyścigu na torze Autodromo di Pergusa w sezonie 1986 z brytyjską ekipą Onyx Racing. Jednak nie zakwalifikował się do wyścigu.